# Godefroi de Hauteville
Godefroi de Hauteville (latin : Gaufridus De Altavilla ; italien : Goffredo d'Altavilla, né vers 1020 - † 1063 ou 1071), est un chevalier normand du XIe siècle. Il est l'un des douze fils de Tancrède de Hauteville, connus pour leur conquête de l'Italie du Sud.

## Biographie
Bien que n'étant pas le fils aîné de Tancrède (mort en 1041), il est désigné comme l'héritier du fief de Hauteville (peut-être Hauteville-la-Guichard), dans l'ouest du duché normand. Il semble cependant qu'il laisse plus tard l'héritage à un autre membre de la famille et se rend en Italie du Sud à l'instar de ses frères aînés, certainement après la bataille de Civitate de juin 1053, et même probablement après 1056, car il ne reçoit rien de son frère aîné Onfroi, comte d'Apulie qui, en 1056 confère la Capitanate à Mauger et le Principat à Guillaume, deux de ses demi-frères.
Godefroi finit par hériter de la Capitanate à la mort de Mauger. Il intervient en 1059 comme comte de Capitanate, participe aux conquêtes normandes en Italie et aide son frère Robert Guiscard à mater une rébellion.
Selon les sources[Lesquelles ?], il meurt soit en 1063, soit vers 1071.

## Mariages et descendance
Marié une première fois en Normandie, il a de cette épouse inconnue au moins trois fils qui le suivent en Italie : Robert de Loritello, Raoul de Catanzaro (it) et Guillaume de Tiriolo.
En Italie, à l'instar de son frère Guillaume Bras-de-Fer, Godefroi épousa une nièce du prince lombard Guaimar IV de Salerne : Théodora/Théodorada de Capaccio. Cette épouse de haut rang lui donna au moins un fils, Tancrède, mentionné en 1103 et en 1104.